# Aeranthes aemula
Aeranthes aemula es una orquídea epífita originaria de Madagascar.

## Distribución y hábitat
Se encuentra  en el centro de Madagascar creciendo en el liquen y musgo de los bosques a altitudes de 450 a 2000 m s. n. m.

## Descripción
Es una planta pequeña de tamaño que prefiere clima fresco a frío, es epífita

## Taxonomía
Aeranthes aemula fue descrita por Rudolf Schlechter y publicado en Repertorium Specierum Novarum Regni Vegetabilis 33: 274. 1925.
Etimología
Aeranthes (abreviado Aerth.): nombre genérico que deriva del griego: "aer" = "aire" y "anthos" = "flor" que significa 'Flor en el aire', porque parece que flotara en el aire.
aemula: epíteto latino que significa "similar".
Sinonimia
- Aeranthes biauriculata H.Perrier	[4][5]